# Route d'Or du Poitou
La Route d'Or du Poitou est une course cycliste française disputée au mois d’août à Civray, dans le département de la Vienne. Cette épreuve a été créée en 1982. Elle fait partie du calendrier national de la Fédération française de cyclisme. 

## Palmarès
| Année | Vainqueur              | Deuxième           | Troisième               |
| ----- | ---------------------- | ------------------ | ----------------------- |
| 1982  | Charles Turlet         | Joël Milon         | Philippe Décima         |
| 1983  | Pascal Chaumet         | Jean-Marie Lemoine | Philippe Renoux         |
| 1984  | Dominique Landreau     | Dominique Lardin   | Jean-Louis Auditeau     |
| 1985  | Michel Larpe           | Patrice Bois       | Dominique Sandon        |
| 1986  | Michel Larpe           | Dominique Lardin   | Jean-François Chaminaud |
| 1987  | Philippe Mondory       | Patrick Busolini   | Dominique Sandon        |
| 1988  | Michel Jean            | Philippe Mondory   | Laurent Mazeaud         |
| 1989  | Jean-Louis Auditeau    | Jacky Bobin        | Michel Jean             |
| 1990  | Michel Jean            | Marceau Pilon      | Pierrick Gillereau      |
| 1991  | Jean-Christophe Currit | Xavier Brissaud    | Michel Larpe            |
| 1992  | Jean-Pierre Godard     | Stéphane Boury     | David Marié             |
| 1993  | Pierrick Gillereau     | Frédéric Touzeau   | David Marié             |
| 1994  | Stéphane Boury         | Franck Faugeroux   | Stéphane Bauchaud       |
| 1995  | Andy Hurford           | Bernard Jousselin  | Jean-Philippe Yon       |
| 1996  | Franck Hérembourg      | Freddy Arnaud      | Vincent Marchais        |
| 1997  | Frédéric Drillaud      | Ludovic Boissonade | Frédéric Mainguenaud    |
| 1998  | Frédéric Mainguenaud   | Mickaël Pichon     | Stéphane Bellicaud      |
| 1999  | Yann Pivois            | Yoann Le Boulanger | Michel Lallouët         |
| 2000  | Jérôme Bouchet         | Fabrice Vigier     | Sébastien Bordes        |
| 2001  | Denis Leproux          | Stéphane Bellicaud | Fabrice Vigier          |
| 2002  | Stéphane Bellicaud     | Fabien Fernandez   | Yann Pivois             |
| 2003  | Carl Naibo             | Stéphane Bellicaud | Tomasz Kaszuba          |
| 2004  | Jérôme Bouchet         | Loïc Herbreteau    | Stefan Kushlev          |
| 2005  | Jean-Christophe Currit | Paul Brousse       | Loïc Herbreteau         |
| 2006  | Loïc Herbreteau        | Stefan Kushlev     | Franck Charrier         |
| 2007  | Stefan Kushlev         | Alexis Merle       | Cédric Lucasseau        |
| 2008  | Samuel Plouhinec       | Stefan Kushlev     | Nicolas Maire           |
| 2009  | Samuel Plouhinec       | Carl Naibo         | Sylvain Déchereux       |
| 2010  | Romain Lebreton        | Ronan Racault      | Carl Naibo              |
| 2011  | Samuel Plouhinec       | Théo Vimpère       | Jauffrey Betouigt-Suire |
| 2012  | Willy Perrocheau       | Mickaël Larpe      | Marc Staelen            |
| 2013  | David Menut            | Mickaël Larpe      | Julien Guay             |
| 2014  | Sylvain Blanquefort    | Piotr Polus        | Guillaume Gerbaud       |
| 2015  | Ronan Racault          | Mathias Le Turnier | Loïc Herbreteau         |
| 2016  | Mickaël Larpe          | Yoann Paillot      | Julien Lamy             |
| 2017  | Yoann Paillot          | Julien Lamy        | Mickaël Guichard        |
| 2018  | Morne van Niekerk      | Alexandre Caudoux  | Issiaka Cissé           |
| 2019  | Tony Hurel             | Florian Rapiteau   | Ronan Racault           |
| 2020  | Karl Patrick Lauk      | Julien Jamot       | Émilien Jeannière       |
| 2021  | Jean Goubert           | Thomas Devaux      | Titouan Margueritat     |
| 2022  | Sten Van Gucht         | Baptiste Vadic     | Titouan Margueritat     |
| 2023  | Sébastien Havot        | Adam Mitchell      | Antoine Roussel         |
| 2024  | Titouan Margueritat    | Lenaïc Langella    | Florian Rapiteau        |
| 2025  | Cédric Bessaguet       | Toby Evans         | Ronan Racault           |